# Monastîrok, Nemîriv
Monastîrok (în ucraineană Монастирок) este un sat în comuna Kirova din raionul Nemîriv, regiunea Vinnița, Ucraina.

## Demografie
Componența lingvistică a localității Monastîrok
     Ucraineană (99,25%)
     Alte limbi (0,74%)
Conform recensământului din 2001, majoritatea populației localității Monastîrok era vorbitoare de ucraineană (99,25%), existând în minoritate și vorbitori de alte limbi.